# Liste der Bodendenkmäler in Schwarzenbach am Wald
Auf dieser Seite sind die Bodendenkmäler in der oberfränkischen Stadt Schwarzenbach am Wald zusammengestellt. Diese Tabelle ist eine Teilliste der Liste der Bodendenkmäler in Bayern. Grundlage ist die Bayerische Denkmalliste, die auf Basis des Bayerischen Denkmalschutzgesetzes vom 1. Oktober 1973 erstmals erstellt wurde und seither durch das Bayerische Landesamt für Denkmalpflege geführt wird. Die folgenden Angaben ersetzen nicht die rechtsverbindliche Auskunft der Denkmalschutzbehörde.

## Bodendenkmäler der Stadt Schwarzenbach am Wald

### Bodendenkmäler in der Gemarkung Bernstein a.Wald
| Lage                        | Objekt | Akten-Nr.     | Bild |
| --------------------------- | --- | ------------- | ---- |
| Bernstein a.Wald (Standort) | Mittelalterlicher Burgstall. | D-4-5735-0005 |      |
| Bernstein a.Wald (Standort) | Grabhügel vorgeschichtlicher Zeitstellung.                                                                                          | D-4-5735-0007 |      |
| Bernstein a.Wald (Standort) | Vorgängerbau sowie Befunde der frühen Neuzeit im Bereich der Evangelisch-Lutherischen Pfarrkirche St. Michael von Bernstein a.Wald. | D-4-5735-0088 |      |

### Bodendenkmäler in der Gemarkung Döbra
| Lage             | Objekt | Akten-Nr.     | Bild |
| ---------------- | --- | ------------- | ---- |
| Döbra (Standort) | Vorgängerbau sowie spätmittelalterliche und frühneuzeitliche Befunde im Bereich der Evangelisch-Lutherischen Pfarrkirche von Döbra. | D-4-5735-0069 |      |

### Bodendenkmäler in der Gemarkung Löhmar
| Lage              | Objekt                           | Akten-Nr.     | Bild |
| ----------------- | -------------------------------- | ------------- | ---- |
| Löhmar (Standort) | Mittelalterliche Kirchenwüstung. | D-4-5735-0010 |      |

### Bodendenkmäler in der Gemarkung Rodeck
| Lage              | Objekt                           | Akten-Nr.     | Bild |
| ----------------- | -------------------------------- | ------------- | ---- |
| Rodeck (Standort) | Spätmittelalterlicher Burgstall. | D-4-5735-0003 |      |

### Bodendenkmäler in der Gemarkung Schwarzenbach a.Wald
| Lage                            | Objekt | Akten-Nr.     | Bild |
| ------------------------------- | --- | ------------- | ---- |
| Schwarzenbach a.Wald (Standort) | Befunde der frühen Neuzeit im Bereich der Evangelisch-Lutherischen Pfarrkirche von Schwarzenbach a.Wald.                                             | D-4-5735-0063 |      |
| Schwarzenbach a.Wald (Standort) | Befunde des Mittelalters und der frühen Neuzeit im Bereich der abgegangenen ehemalige Evangelisch-Lutherischen Pfarrkirche von Schwarzenbach a.Wald. | D-4-5735-0064 |      |
| Schwarzenbach a.Wald (Standort) | Befunde des Mittelalters und der frühen Neuzeit im Bereich des ehemaligen v. Reitzenstein'schen Oberen Gutes.                                        | D-4-5735-0065 |      |
| Schwarzenbach a.Wald (Standort) | Befunde des Mittelalters und der frühen Neuzeit im Bereich des ehemaligen v. Reitzenstein'schen Unteren Gutes.                                       | D-4-5735-0066 |      |

### Bodendenkmäler in der Gemarkung Schwarzenstein
| Lage                      | Objekt | Akten-Nr.     | Bild |
| ------------------------- | --- | ------------- | ---- |
| Schwarzenstein (Standort) | Mittelalterlicher Burgstall sowie Befunde des Mittelalters und der frühen Neuzeit im Bereich der Schlossruine Oberschwarzenstein. | D-4-5735-0004 |      |
| Schwarzenstein (Standort) | Befunde der frühen Neuzeit im Bereich des ehemaligen Schlosses Unterschwarzenstein.                                               | D-4-5735-0080 |      |